# Long Boi
 (février 2023).
Long Boi est un canard mâle particulièrement grand qui vit sur le campus de l'université d'York, en Angleterre, Royaume-Uni. C'est un hybride entre un canard coureur indien et un colvert.

## Origines
Les origines de Long Boi sont assez floues. Les étudiants pensent que c'est un animal de compagnie qui a été abandonné sur le campus en 2018. Aperçu pour la première fois, il est apparu, selon les témoignages, « très seul et nerveux », et a eu du mal à s'intégrer aux autres canards, qui l'ont souvent intimidé. Les étudiants l'ont nourri pour l'aider à s'installer dans son nouvel environnement. Sa taille exceptionnelle est rapidement devenue un sujet de discussion sur le campus et a fait l'objet de mèmes, qui comprennent des comparaisons avec les bâtiments les plus hauts du monde tels que le Burj Khalifa.

## Popularité
Long Boi devient un phénomène sur Internet en 2021 à la suite d'un article publié sur le réseau social Reddit décrivant à tort Long Boi comme le plus grand colvert qui ait jamais vécu. La rumeur lui donnait un mètre alors qu'il mesure en réalité environ 70 cm de hauteur. Les abonnés au compte Instagram de Long Boi, géré par Zoe Duffin, étudiante en biologie à l'université d'York, sont passés à 16 300 en moins de 24 heures. Divers autres mèmes ont depuis circulé à propos de Long Boi, comme des comparaisons avec les personnages du tableau Un dimanche après-midi sur l'île de La Grande Jatte de Georges Seurat, et des parodies liées à l'équipe de basket-ball des Ducks de l'Oregon,. Le footballeur Peter Crouch a partagé son appréciation de Long Boi, tweetant « C'est mon genre de canard ! ». En 2022, Long Boi est mentionné par Greg James sur BBC Radio 1.
Long Boi devient une célébrité du campus, à tel point qu'une mascotte informelle est créée en son honneur, et qu'une société étudiante lui est dédiée Des peluches Long Boi ont été offertes aux diplômés de l'université. Il a aussi fait l'objet d'un poisson d'avril publié par The Tab, qui affirmait que l'université prévoyait d'inclure Long Boi sur son nouveau logo et que le vice-chancelier Charlie Jeffery lui aurait décerné un doctorat honorifique, le qualifiant de « parfait ambassadeur »,.

## Vie privée
Long Boi passe la plupart de son temps sur et autour du lac près du Derwent College de l'Université d'York. Il serait, selon les témoignages, devenu plus confiant et mieux accepté par les autres canards. Il serait notamment devenu ami avec un caneton coureur indien mâle appelé Chonky Boi, des colverts femelles et un mandarin mâle surnommé Fancy Boi.